# Dusona geminata
Dusona geminata là một loài tò vò trong họ Ichneumonidae.